# Tanystylum isthmiacum
Tanystylum isthmiacum is een zeespin uit de familie Ammotheidae. De soort behoort tot het geslacht Tanystylum. Tanystylum isthmiacum werd in 1955 voor het eerst wetenschappelijk beschreven door Stock. 